# Temporada da NBA de 1999–2000
A Temporada da NBA de 1999–2000 foi a 54.º temporada da National Basketball Association. O campeão foi o Los Angeles Lakers, derrotando o Indiana Pacers por 4 a 2 nas finais.